# Frank Lucas (homme politique, 1960)
Frank Dean Lucas, né le 6 janvier 1960 à Cheyenne (Oklahoma), est un homme politique américain, élu républicain de l’Oklahoma à la Chambre des représentants des États-Unis depuis 1994.

## Biographie
Frank Lucas est originaire de Cheyenne dans l'Oklahoma. Il est diplômé de l'université d'État de l'Oklahoma en 1982. Il devient président du Parti républicain du comté de Roger Mills. En 1984 et 1986, il se présente à la Chambre des représentants de l'Oklahoma mais il est battu par le candidat démocrate. Il est finalement élu en 1988.
Le 10 mai 1994, il est élu à la Chambre des représentants des États-Unis après la démission de Glenn English (en). En novembre, il est élu pour un mandat complet avec 70,2 % des voix face au démocrate Jeffrey Tollett. Entre 1996 et 2000, il est réélu avec un score compris entre 59 et 65 % des suffrages. Son 6e district est supprimé en 2002. Lucas se présente alors dans le 3e district, où il est depuis réélu tous les deux ans avec plus de 67 % des voix.
Durant le 112e et le 113e congrès, il préside la commission sur l'agriculture de la Chambre des représentants.